# Carl Swartz
Carl Johan Gustaf Swartz (Norrköping, 5 de juny de 1858 - Estocolm, 6 de novembre de 1926), polític suec, primer ministre del seu país entre el 30 de març de 1917 i el 19 d'octubre d'aquest mateix any.
Era fill de Erik Swartz, propietari d'una fàbrica, i de la seva esposa Elisabeth Forsgren. Després de completar els seus estudis en Uppsala i Bonn, va retornar a la seva ciutat natal per encarregar-se dels negocis familiars, la fàbrica de tabac Petter Swartz. Va arribar a jugar un important paper en la seva localitat, sobretot culturalment. Va ser president de la Junta Directiva de, entre d'altres, el banc central privat suec entre 1912 i 1917. En 1917, es va convertir en rector universitari.
Com a ministre de Finances entre 1906 i 1911, va implementar un nombre de reformes, que incloïen ingressos integrats i taxa a la propietat, que van passar a ser progressius. Amb l'amalgamat dels grups de l'ala dreta del Riksdag de la cambra baixa, Swartz es va transformar en membre del consell intern del recentment format Nationella Partiet (en català: Partit Nacional) en 1912.
Durant la Primera Guerra Mundial, va ser una figura clau en el Riksdag, en el seu caràcter de President del Comitè Permanent de Subministraments entre 1915 i 1917. Amb el fracàs, a causa de pressions externes i falta d'harmonia interna, del govern no alineat de Hjalmar Hammarskjöld, el rei Gustau V va convocar al conservador Swartz perquè assumís com a primer ministre. Aquest va acceptar la designació, més per sentit del deure que per desig personal d'ocupar tal lloc. La principal tasca del nou govern va ser exercir una influència tranquil·litzadora sobre la burgesia, que estava inquieta, en els dies anteriors a l'1 de maig de 1917, pels rumors que la revolució de febrer d'aquest any en Rússia podria estendre's a Estocolm.
Swartz era generalment considerat un conservador moderat i raonable, amb l'estil d'un antiquat i reflexiu amo d'un molí. Va prohibir les patrulles de defensa burgeses en previsió de les demostracions de l'1 de maig de 1917, a canvi de la seguretat donada pel Partit Social-Demòcrata que es faria responsable del manteniment de l'ordre. Sense aquesta concessió política, les confrontacions podrien haver escalat durant el mes de maig i resultat en una crisi política domèstica.